# Championnat du Ghana féminin de football 2022-2023
Navigation
Édition précédente Édition suivante
La saison 2022-2023 du championnat du Ghana féminin de football est la dixième saison du championnat. Ampem Darkoa remet son titre en jeu après avoir battu Hasaacas en finale lors de l'édition précédente.

## Participants
| \| Accra: Army Ladies Berry Ladies Faith Ladies Police Ladies Prison Ladies Ridge City Thunder Queens Kumasi: Ashtown Ladies Dreamz Ladies Fabulous Ladies Supreme Ladies Tamale: Northern Ladies Pearl Pia Ladies Tamale Super Ladies Ampem Darkoa Accra Kumasi Hasaacas Ladies Lady Strikers Tamale Soccer Intellectuals Candy Soccer Academy Essiam Socrates \| Localisation des clubs engagés dans le championnat. |
| Accra: Army Ladies Berry Ladies Faith Ladies Police Ladies Prison Ladies Ridge City Thunder Queens Kumasi: Ashtown Ladies Dreamz Ladies Fabulous Ladies Supreme Ladies Tamale: Northern Ladies Pearl Pia Ladies Tamale Super Ladies Ampem Darkoa Accra Kumasi Hasaacas Ladies Lady Strikers Tamale Soccer Intellectuals Candy Soccer Academy Essiam Socrates                                                           |

| Nom du club               | Ville          | Zone | Palmarès                         |
| ------------------------- | -------------- | ---- | -------------------------------- |
| Ampem Darkoa Ladies FC    | Techiman       | Nord | 3 (2016, 2017, 2022)             |
| Army Ladies FC            | Accra          | Sud  |                                  |
| Ashtown Ladies FC (en)    | Kumasi         | Nord |                                  |
| Berry Ladies FC (en)      | Accra          | Sud  |                                  |
| Candy Soccer Academy      | Dormaa Ahenkro | Nord |                                  |
| Dreamz Ladies FC          | Kumasi         | Nord |                                  |
| Essiam Socrates           | Mankessim      | Sud  |                                  |
| Faith Ladies FC           | Accra          | Sud  |                                  |
| Fabulous Ladies FC (en)   | Kumasi         | Nord |                                  |
| Hasaacas Ladies FC        | Sekondi        | Sud  | 5 (2013, 2014, 2015, 2019, 2021) |
| Lady Strikers FC (en)     | Cape Coast     | Sud  |                                  |
| Northern Ladies FC (en)   | Tamale         | Nord |                                  |
| Pearl Pia Ladies FC       | Tamale         | Nord |                                  |
| Police Ladies             | Accra          | Sud  |                                  |
| Prisons Ladies FC         | Accra          | Nord |                                  |
| Ridge City                | Accra          | Sud  |                                  |
| Soccer Intellectuals (en) | Winneba        | Sud  |                                  |
| Supreme Ladies FC (en)    | Kumasi         | Nord |                                  |
| Tamale Super Ladies       | Tamale         | Nord |                                  |
| Thunder Queens (en)       | Accra          | Sud  |                                  |

## Compétition
Le championnat se dispute en deux poules de 10 équipes, disputées en matches aller-retour. Les premiers des deux poules s'affrontent ensuite en finale. Le vainqueur se qualifie pour le tournoi de qualification de la zone UFOA-B pour la Ligue des champions de la CAF.

### Phase de poules
| Rang | Équipe               | Pts | J  | G | N | P  | Bp | Bc | Diff |
| ---- | -------------------- | --- | -- | - | - | -- | -- | -- | ---- |
| 1    | Ampem Darkoa Ladies  | 31  | 18 | 9 | 4 | 5  | 46 | 21 | +25  |
| 2    | Dreamz Ladies        | 30  | 18 | 8 | 6 | 4  | 34 | 24 | +10  |
| 3    | Northern Ladies (en) | 29  | 18 | 7 | 8 | 3  | 37 | 23 | +14  |
| 4    | Supreme Ladies (en)  | 29  | 18 | 8 | 5 | 5  | 34 | 26 | +8   |
| 5    | Pearl Pia Ladies     | 28  | 18 | 8 | 4 | 6  | 26 | 30 | -4   |
| 6    | Prisons Ladies       | 27  | 18 | 7 | 6 | 5  | 23 | 16 | +7   |
| 7    | Ash-Town Ladies (en) | 26  | 18 | 7 | 5 | 6  | 19 | 25 | -6   |
| 8    | Tamale Super Ladies  | 20  | 18 | 5 | 5 | 8  | 23 | 34 | -11  |
| 9    | Fabulous Ladies (en) | 13  | 18 | 3 | 4 | 11 | 26 | 36 | -10  |
| 10   | Candy Soccer Academy | 12  | 18 | 3 | 3 | 12 | 22 | 55 | -33  |

| Rang | Équipe                    | Pts | J  | G  | N | P  | Bp | Bc | Diff |
| ---- | ------------------------- | --- | -- | -- | - | -- | -- | -- | ---- |
| 1    | Hasaacas Ladies           | 39  | 18 | 12 | 3 | 3  | 38 | 13 | +25  |
| 2    | Army Ladies               | 35  | 18 | 10 | 5 | 3  | 27 | 11 | +16  |
| 3    | Faith Ladies              | 34  | 18 | 10 | 4 | 4  | 28 | 15 | +13  |
| 4    | Berry Ladies (en)         | 30  | 18 | 9  | 3 | 6  | 25 | 18 | +7   |
| 5    | Essiam Socrates           | 26  | 18 | 6  | 8 | 4  | 23 | 23 | 0    |
| 6    | Lady Strikers FC (en)     | 22  | 18 | 5  | 7 | 6  | 25 | 33 | -8   |
| 7    | Soccer Intellectuals (en) | 21  | 18 | 5  | 6 | 7  | 16 | 21 | -5   |
| 8    | Police Ladies             | 21  | 18 | 5  | 6 | 7  | 24 | 27 | -3   |
| 9    | Thunder Queens (en)       | 14  | 18 | 3  | 5 | 10 | 16 | 27 | -11  |
| 10   | Ridge City                | 3   | 18 | 0  | 3 | 15 | 17 | 51 | -34  |

### Finale
| Finale          | Ampem Darkoa Ladies         | 1 – 1                 | Hasaacas Ladies    | Dr Kwame Kyei Sports Complex, Kuntanse |  |
| 12 mai 2023 16h | Ophelia Serwaa Amponsah 84e | (0 - 0, 1 - 1, 1 - 1) | 60e Doris Boaduwaa |                                        |  |
| 12 mai 2023 16h | Tirs au but 5 - 3           |                       |                    |                                        |  |

## Statistiques
|    | Joueuse                  | Club                    | Buts |
| -- | ------------------------ | ----------------------- | ---- |
| 1. | Princess Owusu           | Fabulous Ladies (en)    | 17   |
| 2. | Mary Amponsah            | Ampem Darkoa            | 16   |
| 3. | Faiza Seidu              | Northern Ladies FC (en) | 15   |
| 4. | Ophelia S. Amponsah (en) | Ampem Darkoa            | 14   |
| 4. | Helena Obeng             | Prisons Ladies          | 14   |
| 6. | Stella Nyamekye          | Dreamz Ladies           | 11   |

|    | Joueuse            | Club                      | CS |
| -- | ------------------ | ------------------------- | -- |
| 1. | Grace Banwa Buoadu | Hasaacas Ladies           | 8  |
| 2. | Joyce Boateng      | Ashtown Ladies FC (en)    | 7  |
| 2. | Evelyn Yeboah      | Army Ladies               | 7  |
| 2. | Farahana Ziblim    | Prisons Ladies            | 7  |
| 5. | Adi Amenyeku       | Northern Ladies FC (en)   | 6  |
| 5. | Deborah Brown      | Ampem Darkoa              | 6  |
| 5. | Rita Boamah        | Soccer Intellectuals (en) | 6  |